# 釈印光

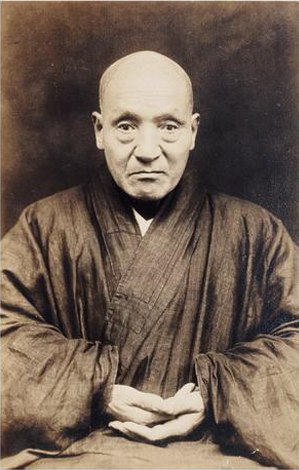
印光大師

釈印光（shiyinguang、1862年1月11日 - 1940年12月2日）は、中国の高僧。本名は趙丹桂、字は紹伊、号は子任、法名は聖量、字を印光、別号として常慚愧僧。出身は陝西省合陽県。浄土宗第十三代祖師。中国浄土宗にとって非常に重要な人物で、中国近代仏教界の復興に深く貢献し、印光大師（印光法師とも）と広く呼ばれている。その死後、多くの人々から大勢至菩薩の生まれ変わりではないかと言われた。

## 経歴
生後六ヶ月で目の病気となり、半年間目を開くことができなかった。食事と睡眠の時以外、昼夜を問わずよく泣いたという。病気が良くなった後、儒教の本をよく読み、儒教の教育を受けた。15歳のころ病気になると、儒教者による仏教の批判部分を重点的に研究するようになり、自然と仏教へと興味が湧いた。1881年21歳になると、陝西省終南山の南五台にある蓮花洞寺で正式に出家、師父は道純和尚であった。これより儒教から仏教へ移ったが、剃髪して出家した後に長兄にそのことが知られると、強い反対を受け家に帰らざるをえなくなった。帰郷したのちは半監禁状態となったが、彼の意思は固く、長兄の外出中に抜け出し終南山に戻り、仏教の修行を続けた。
終南山に戻った後、道純師父に付き添い安徽に向かう。これも家族からの帰郷の要求を避けるためでもあり、命を受けた彼は安徽に向かう。その途中、湖北の谿蓮華寺に立ち寄った時、ここで苦しい修行に打ち込み、薪割りや水汲みなどの仕事もこなした。これが自己鍛錬となる。このとき22歳であった。この後、書斎の整理管理を行っていたとき、経典を干す作業をしていた。そこで偶然に「龍舒淨土文」と出会い、これにより浄土宗こそが世を救うと確信したという。
1893年から浙江省の普陀山の法雨寺で修行に励む。
1918年より、聖典や経典を専門に印刷を始め、浄土経典の数は百種以上となり、印刷した数は数十万冊にもなり、広く各界の人々に無料で配られた。印光大師の存命した時代は、仏法を信じる人々がそれほど多くはなく、そこで彼は「了凡四訓」(『 陰隲録（いんしつろく）』)と「太上感應篇」も無料で配った。前者は儒教の観点から仏教を広めるもので、後者は道教の観点から仏法を広めるものであった。これは仏教の復興に大きな貢献となった。
1926年、蘇州の霊岩山寺の真達和尚が道場の復興のために、彼に規律の立案を求めた。彼は五つの規律を定め、その結果、ここが浄土道場の基礎を築いた。その後、南京にも法雲寺放生念仏道場を建立し、仏教慈幼院も建てた。また監獄感化会を組織したり、復興救済慈善事業などの事業にも携わった。
1930年、70歳になった彼は蘇州の報国寺に行き閉じこもって修行に励んだ。1937年に日中戦争が勃発すると霊岩山寺の妙真和尚の招きで霊岩山寺に移り、浄土の復興を続けた。1940年の旧暦10月末、彼は身体の不調を理由に、霊岩山寺の住職の責務を妙真和尚に託した。1940年12月2日早朝、印光大師は妙真和尚と周囲にいた弟子らに最後の言葉を発した「道場を維持し、浄土を広め、大きく出すぎるな！（維持道場、弘揚淨土，勿學大派頭！）」。同時に重く深く「みんな念仏をとなえ、発願し、西方に生まれよ！（極楽往生）（大家要念佛、要發願，要生西方！）」と語った。
その後、大師は西方に向かい正座し、阿弥陀仏が迎えに来るのを待つ。和尚と大衆の念仏の声の中、彼は安らかに息を引き取ったという。享年80。